# Matteo Natali
Pour les articles homonymes, voir Natali.
Matteo Natali, né le 15 décembre 1994 à Empoli (Toscane), est un coureur cycliste italien.

## Biographie
En avril 2017, il participe au Tour des Alpes sous les couleurs d'une sélection nationale italienne.

## Palmarès
- 2012
  - Coppa Pietro Linari
  - 2e du Trofeo Buffoni
- 2015
  - Grand Prix de la ville d'Empoli
  - 2e de la Coppa 29 Martiri di Figline di Prato
- 2016
  - Grand Prix de la ville de Pontedera
  - Trofeo Comune di Lamporecchio
  - 2e du Trofeo Figros
  - 2e du Gran Premio Chianti Colline d'Elsa
  - 3e de la Coppa del Grano
- 2017
  - Grand Prix Santa Rita
  - 2e de la Coppa Lanciotto Ballerini
  - 3e du Piccola Sanremo
- 2018
  - 2e du Trophée Matteotti amateurs
  - 3e du Giro delle Due Province

## Classements mondiaux
| Année           | 2015 | 2016   | 2017 |
| --------------- | ---- | ------ | ---- |
| UCI Europe Tour | 868e | 1 473e | 990e |